# Concile d'Avignon (1279)
Pour les articles homonymes, voir Concile d'Avignon.
Le 17 mai de l'an 1279 se tient le concile d’Avignon.